# Massif d'Ostaita
Le massif d'Ostaita appartient aux Montagnes basques, et se situe en Navarre espagnole.

## Sommets
- Ostaita, 646 m 42° 39′ 50″ nord, 2° 03′ 42″ ouest
- Los Romerales, 616 m 42° 39′ 39″ nord, 2° 03′ 29″ ouest
- Sarnabiaga, 598 m 42° 39′ 54″ nord, 2° 02′ 57″ ouest
- Peña Negra, 582 m 42° 39′ 47″ nord, 2° 03′ 08″ ouest
- Peñarroya, 581 m 42° 40′ 05″ nord, 2° 03′ 24″ ouest
- Muskildia, 557 m 42° 40′ 39″ nord, 2° 03′ 15″ ouest